# Gare de Gagny
Gare de Gagny vasútállomás és RER állomás Franciaországban, Gagny településen.

## Vasútvonalak
Az állomást az alábbi vasútvonalak érintik:
- Noisy-le-Sec-Strasbourg-Ville-vasútvonal

## Kapcsolódó állomások
A vasútállomáshoz az alábbi állomások vannak a legközelebb:
- Gare du Raincy - Villemomble - Montfermeil (Nanterre – La Folie, RER E)
- Gare du Chénay - Gagny (Gare de Chelles - Gournay, RER E)

## Lásd még
- Franciaország vasútállomásainak listája
- A RER állomásainak listája